# سائله العين (إب)

تعديل مصدري - تعديل

سائله العين هي إحدى قرى عزلة بني مدسم بمديرية إب التابعة لمحافظة إب، بلغ تعداد سكانها 571 نسمة حسب تعداد اليمن لعام 2004.